# Broad Hinton
Broad Hinton est une paroisse civile et un village du Wiltshire, en Angleterre.